# Per Weichel
Pour les articles homonymes, voir Weichel.
Per Weichel, né le 16 avril 1942 à Copenhague, est un tireur sportif danois. Il représente son pays aux Jeux olympiques de 1968 à Mexico et aux Jeux olympiques de 1972 à Munich.